# Lake Mills (condado de Jefferson, Wisconsin)
Lake Mills es un pueblo ubicado en el condado de Jefferson en el estado estadounidense de Wisconsin. En el Censo de 2010 tenía una población de 2.070 habitantes y una densidad poblacional de 24,52 personas por km².

## Geografía
Lake Mills se encuentra ubicado en las coordenadas 43°4′36″N 88°58′12″O / 43.07667, -88.97000. Según la Oficina del Censo de los Estados Unidos, Lake Mills tiene una superficie total de 84.42 km², de la cual 78.7 km² corresponden a tierra firme y (6.77%) 5.72 km² es agua.

## Demografía
Según el censo de 2010, había 2.070 personas residiendo en Lake Mills. La densidad de población era de 24,52 hab./km². De los 2.070 habitantes, Lake Mills estaba compuesto por el 96.67% blancos, el 0% eran afroamericanos, el 0.39% eran amerindios, el 0.48% eran asiáticos, el 0% eran isleños del Pacífico, el 1.74% eran de otras razas y el 0.72% pertenecían a dos o más razas. Del total de la población el 2.85% eran hispanos o latinos de cualquier raza.